# Sean M. Carroll

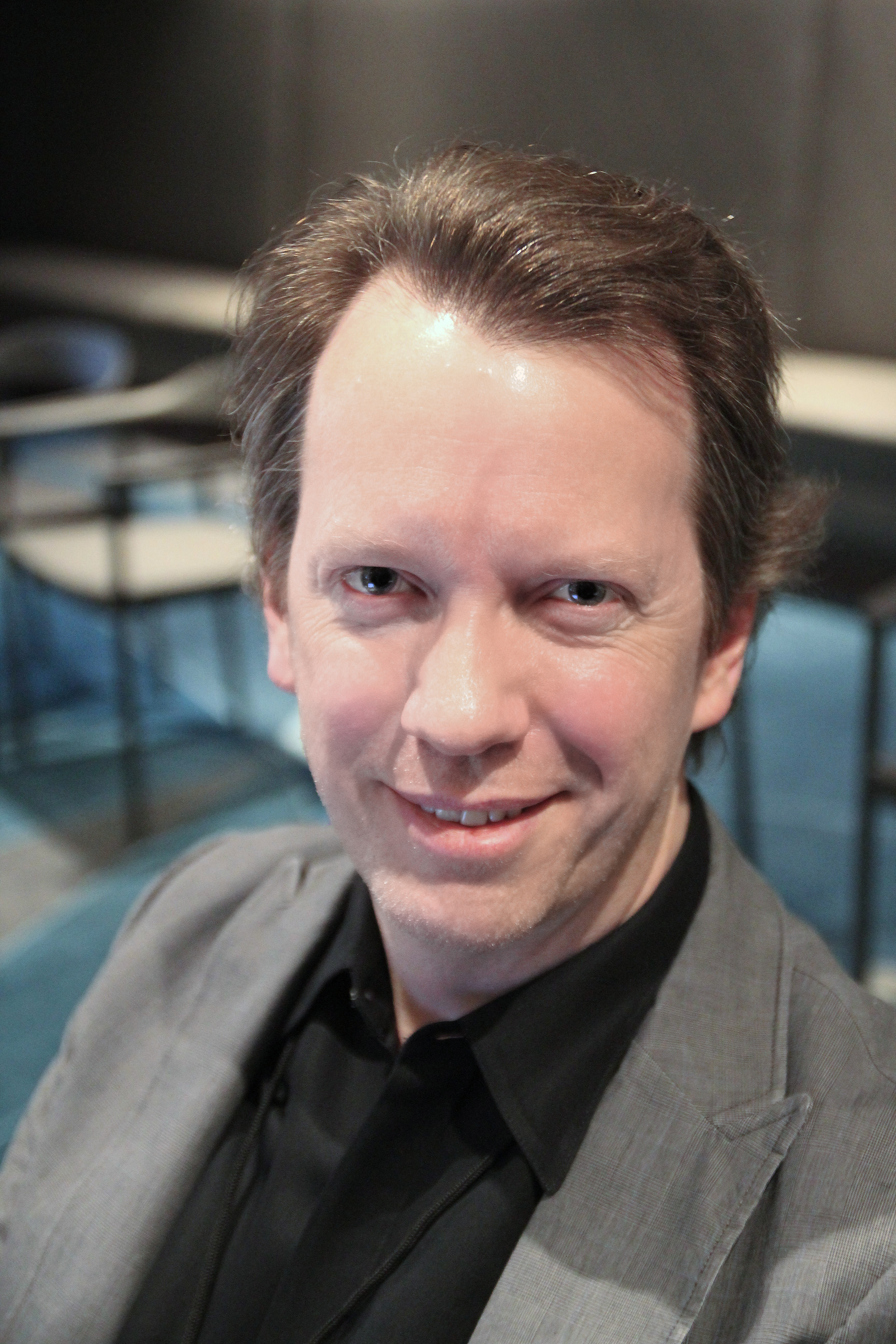
Sean M. Carroll, 2017

Sean Michael Carroll (* 5. Oktober 1966 in Philadelphia, Pennsylvania) ist ein US-amerikanischer theoretischer Physiker und Philosoph, der unter anderem zu Kosmologie, Gravitation und den Grundlagen der Quantenmechanik arbeitet. Seit 2021 ist er Mitglied der Fractal Faculty am Santa Fe Institute sowie seit Juli 2022 Homewood Professor of Natural Philosophy an der Johns Hopkins University. Er ist darüber hinaus als Wissenschaftskommunikator, Autor populärwissenschaftlicher Sachbücher und Podcaster tätig.

## Leben

### Akademische Karriere
Carroll erlangte den akademischen Grad Ph.D. im Jahr 1993 an der Harvard University und arbeitete danach als Postdoctoral Researcher am MIT und an der University of California. Später war er als Assistant Professor an der University of Chicago und von 2006 bis 2022 als Research Professor am California Institute of Technology in Pasadena tätig sowie von 2019 bis 2021 als externer Professor am Santa Fe Institute.
Er arbeitet auf den Gebieten Kosmologie, Feldtheorie, Gravitation und Quantenmechanik und beschäftigt sich mit Fragen des Bewusstseins aus Sicht der Physik. Sein Interesse gilt fundamentalen Fragen der Physik und Kosmologie, speziell der dunklen Materie und dunklen Energie sowie den Raum-Zeit-Symmetrien und dem Ursprung des Universums. Er ist ein prominenter Vertreter der Viele-Welten-Interpretation der Quantenmechanik und tritt für eine vertiefte Erforschung quantenmechanischer Phänomene auf.
Im Jahr 2010 wurde er Fellow der American Physical Society sowie 2020 Fellow der American Association for the Advancement of Science.

### Privates
Carroll ist mit der Wissenschaftsjournalistin Jennifer Ouellette verheiratet.

## Wissenschaftskommunikator
Neben seiner Arbeit als Forscher war Carroll in zahlreichen Film- und Fernsehproduktionen beratend tätig und veröffentlichte bis 2022 fünf populärwissenschaftliche Sachbücher und ein Lehrbuch. Für sein Buch The Particle at the End of the Universe erhielt er 2013 den Royal Society Winton Prize for Science Books.
In einer 24-teiligen Serie von Onlinevorträgen namens The Biggest Ideas in the Universe! stellte er 2020 die wichtigsten Konzepte der Physik vor. Ab 2022 wird diese in mehreren Bänden als Buchserie veröffentlicht.
In seinem Podcast „Mindscape“ interviewt Carroll seit 2018 jede Woche Wissenschaftler, Intellektuelle und andere Persönlichkeiten u. a. aus den Bereichen Physik, Philosophie, Neurowissenschaften, Sozialwissenschaften oder Biologie. In unregelmäßigen Solofolgen präsentiert er eigene Gedanken zu Physik und Philosophie oder widmet sich ausführlich den Fragen der Community. Zu den bisherigen Gästen gehörten unter anderem Richard Dawkins, Roger Penrose, Seth MacFarlane, Frank Wilczek, Adam Riess, Kip Thorne, David Baltimore, Daniel Dennett, Brian Greene, Michael E. Brown, Grimes, Wynton Marsalis, Stephen Wolfram, Cory Doctorow, Niall Ferguson, David S. Goyer, David Chalmers, Leonard Susskind, Sylvia Earle und Martin Rees.

## Schriften (Bücher)
- Spacetime and Geometry: An Introduction to General Relativity. Cambridge: Cambridge University Press 2019 (Neuauflage). ISBN 978-1-108-48839-6. (Erstveröffentlichung 2003 bei London: Pearson Education)
- From Eternity to Here: The Quest for the Ultimate Theory of Time. New York: Dutton 2010. ISBN 978-0-525-95133-9.
- The Particle at the End of the Universe: How the Hunt for the Higgs Boson Leads Us to the Edge of a New World. New York: Dutton 2012. ISBN 978-0-14-218030-3.
- The Big Picture: On the Origins of Life, Meaning, and the Universe Itself. New York: Dutton 2016. ISBN 978-1-101-98425-3.
- Something Deeply Hidden: Quantum Worlds and the Emergence of Spacetime. New York: Dutton 2019. ISBN 978-1-5247-4301-7.
  - deutsch: Was ist die Welt und wenn ja, wie viele: Wie die Quantenmechanik unser Weltbild verändert. Stuttgart: Klett-Cotta 2021. ISBN 978-3-608-98376-0.
- The Biggest Ideas in the Universe: Space, Time, and Motion. New York: Dutton 2022. ISBN 978-0-593-18658-9.